# Johan Gabriel von Bonsdorff
Johan Gabriel von Bonsdorff, född 1795 och död 1873, var en finländsk friherre och ämbetsman, son till Gabriel von Bonsdorff, farfar till Hjalmar Gabriel von Bonsdorff.
von Bonsdorff tog juris doktorsgrad i Uppsala 1818, och var därefter kamrerare vid den finländska senatens kammar- och räkenskapsexpedition 1826-44. 
Omläggningen av Finlands skatteväsen 1856 var till största delen von Bonsdorffs verk. För sina insatser i statens tjänst upphöjdes han 1868 till friherrligt stånd.
Bland von Bonsdorffs arbeten märks Storfurstendömet Finlands kamerallagfarenhet (1833).
von Bonsdorff var stiftande medlem av Finska Vetenskaps-Societeten (1838).
von Bonsdorff var grundare och ägare av Juvankoski pappersbruk.